# Thomas Houseago
Thomas Houseago (Leeds, 1972) è uno scultore britannico naturalizzato statunitense.
Houseago è noto per le sue opere su larga scala in gesso, bronzo, e alluminio che "prendono spunto da una riflessione su alcuni maestri della scultura del Novecento, come Auguste Rodin e Umberto Boccioni, unita a citazioni cinematografiche, come la saga di Star Wars". Sue sono anche installazioni architettoniche.

## Biografia

### Formazione
Houseago crebbe a Leeds, nel West Yorkshire, dove sua madre faceva l'insegnante. Houseago tenne il suo programma di fondazione presso il Jacob Kramer College (oggi Leeds Arts University), e nel 1991 si iscrisse alla Central Saint Martins College of Art and Design di Londra. Divenne uno studente anche del De Ateliers di Amsterdam dove entrò in contatto con Marlene Dumas, Thomas Schütte e Luc Tuymans. Visse poi a Bruxelles per otto anni per poi trasferirsi definitivamente a Los Angeles nel 2003.

### Carriera

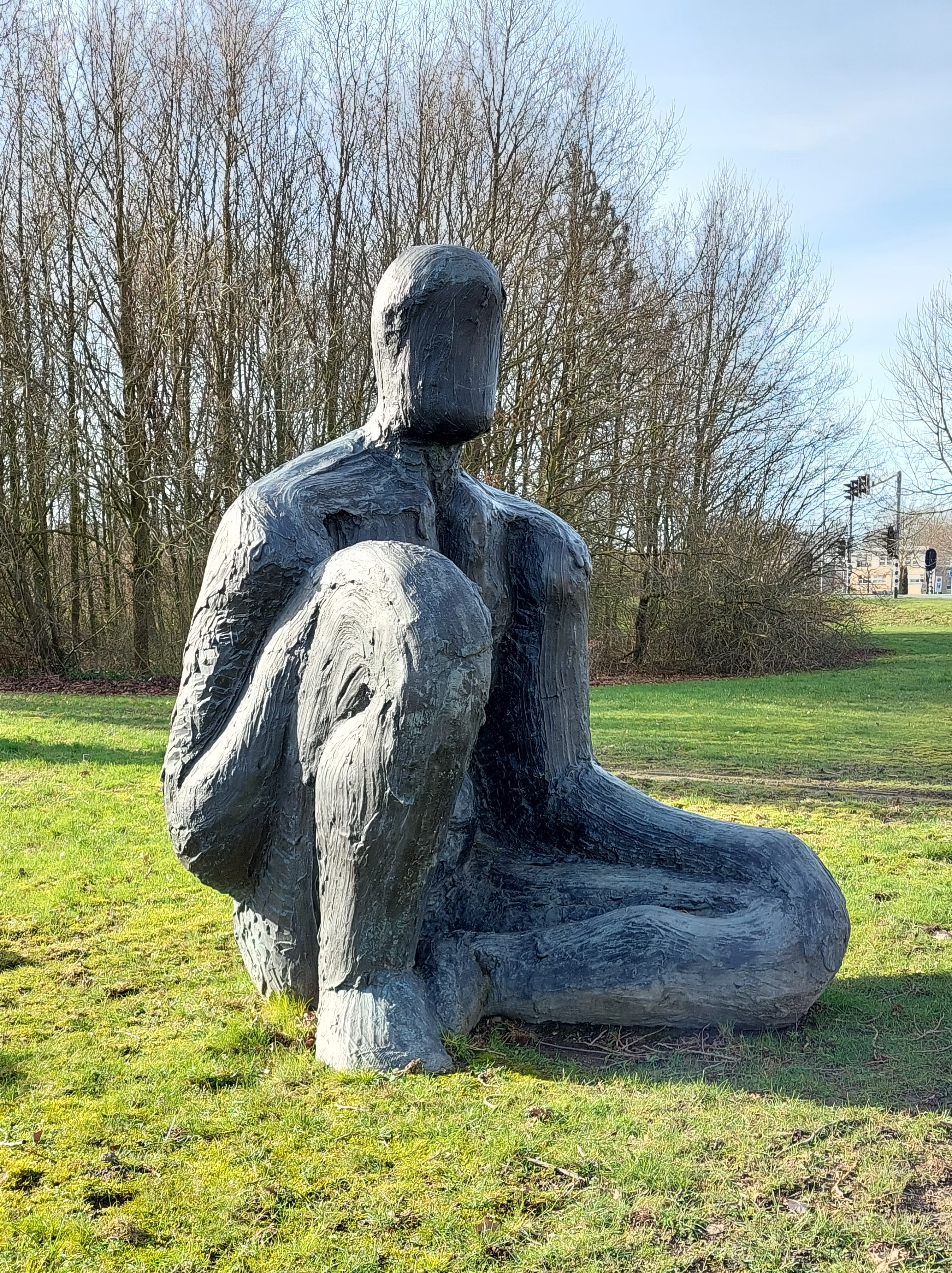
Opera senza titolo di Houseago davanti al Boomgaardweg di Almere (Paesi Bassi)

I due collezionisti di Miami Donald e Mera Rubell acquistarono molte opere di Houseago nel 2006.
Houseago tenne la sua prima personale, Serpent, nel 2009, alla David Kordansky Gallery di Los Angeles. Il suo Baby (2009–2010), una scultura antropomorfa in gesso, venne esposto in occasione della Whitney Biennial 2010. Nel 2011, L'Homme Pressé di Houseago, un'imponenente figura in bronzo di un uomo che cammina, venne collocata in occasione della Biennale di Venezia davanti a Palazzo Grassi, che si affaccia sul Canal Grande.
Nel corso della sua carriera, Houseago è stato rappresentato dalla Xavier Hufkens Gallery, la Gagosian, la Hauser & Wirth, la Galerie Michael Werner e la David Kordansky Gallery.

## Vita privata
Mentre si formava presso De Ateliers, Houseago instaurò una relazione sentimentale con la pittrice statunitense Amy Bessone. I due si separarono nel 2013. Successivamente, lo scultore britannico si mise con l'arteterapeuta Muna El Fituri.